# アイタカー
アイタカー（AitaCAR）はKBCラジオのラジオカーの愛称。

## 概要

### 歴史・リポーター
人員の採用はRKBの「スナッピー」同様、本体ではなく子会社のKBC UNIE（持株会社化以前はKBCメディア）が行い、合格者はここの契約社員という形で日々の業務にあたる。
ラジオ番組における現場リポートを行うという点では他局と同じ。不測の事態に備えるという意味もあり乗務・報告中は常に複数名で行動する。またキャスタードライバーは、KBC UNIEの契約社員であるという点も目に付けられ、一定以上の経験を積むとテレビ・ラジオのスポットニュース担当要員として起用されることもある。卒業者は、タレント、他の放送局のキャスターなどに転身するケースも少なくない。
KBCのラジオカーは、全国的に後発となる1978年10月に発足し、長らく「ひまわり号」の愛称で親しまれたが、九州朝日放送が2019年に創立65周年を迎えることになり、同年1月より新たに福岡県内60全市町村を廻るプロジェクト「ふるさとWish」の一環として、ラジオカーの愛称を「アイタカー」に改称した。同時にリポーターの職名・制服も一新、「ひまわり号」時代に引き続き女性リポーターのみだった2023年度まではリポーターを「アイタガール（AitaGIRL）」と称した。
史上初の男性リポーター・神田謙信が加入した2024年度からは「アイタカーリポーター」に名称を変更、引き続き従来のラジオに加えてテレビ番組でのリポートも行っている。
ひまわり号時代から続いたリポーターの制服制度も、この年度から廃止となった。
テレビ、ラジオリポーターの出演だけではなく、出演の無い日はスタッフ業務も行っている。

### 車両について
ベース車両は「ひまわり号」末期に導入された日産・ジューク、「アイタカー」になった後に更新導入されたトヨタ・アクア（2代目）であり、ナンバーも前者が福岡局の周波数にちなんだ「1413」で、後者が北九州局の周波数にちなんだ「720」になっている。2019年1月より、日産・シビリアンをベースとしたマイクロバス車両も加わり、そちらはテレビチャンネルにちなんだ希望ナンバー「1」を取得している。
またバス型車両導入と共に、福岡在住の少年画家であるモンド君が手がけた車両へとデザインを変更したが、2023年秋にはKBCの持ち株会社化に伴うロゴ変更に関連して再度デザイン変更が行われている。

## メンバー

### 2024年7月現在のメンバー（アイタカー）
※4期までは「アイタガール」としての加入の為、「アイタガール」表記としている。制服廃止の影響もあり、4・5期生はメンバーカラーを持つ。
- 井上桃子（いのうえ ももこ、2023年4月加入[10]、アイタガール4期）
  - メンバーカラーは名前にちなんだ桃色。
- 大川紫磨（おおかわ しま、2023年4月加入[10]、アイタガール4期）
  - メンバーカラーは名前にちなんだ紫。また、グルメリポート時の「しま旨!」のキャッチコピーにちなんだ、シマウマのアイコンも多用する。
- 深川優月（ふかがわ ゆづき、2024年4月加入、アイタカー5期）
  - メンバーカラーは橙。
- 神田謙信（こうだ けんしん、2024年4月加入、アイタカー5期）
  - メンバーカラーは青。史上初の男性リポーターで、現行メンバーでは最年長。九州地方の同様のラジオカーリポーターでの男性の起用は長崎放送「スキッピー」（旧長崎スキッピー）の後田仁（ひとくん）[11]以来となる。
- 瀧心海（たき ここみ、2024年4月加入、アイタカー5期）
  - メンバーカラーは黄。
- 大久保美咲（おおくぼ みさき、2024年4月加入、アイタカー5期）
  - メンバーカラーは緑。

### 過去のメンバー (ひまわり号）
- 山本華世
  - 現在は、「めんたいワイド」をはじめ、福岡県のテレビを中心に活躍中。かつて「ドォーモ」「ナイトシャッフル」に出演。
- 原田愛子
  - 現在は、「PAO〜N」「サワダデース」に出演中。「原田らぶ子」と名乗っている。
- 神尊美帆
  - 16期OG。KBCニュースのキャスターを務めている。
- 工藤奈穂
  - NHK大分放送局で夕方のニュースを担当した。
- 平田理絵
  - のちにNHK佐賀放送局、NHK福岡放送局にてキャスターとして活躍した。
- 長麻未
  - ひまわり卒業後、小学校の教諭を経て、RKBラジオのスナッピーでリポーターを務めていた。後に、NHK千葉放送局・NHK山口放送局・NHK福岡放送局のキャスターや文化放送の契約アナウンサーを経て、2020年10月からフリーアナウンサーへ転身。
- 松尾めぐみ
  - ひまわり卒業後、OBS大分放送で朝の情報番組「おはようナイスキャッチ」に2013年3月まで出演していた。
- 吉富麻衣
  - 現在はKBCラジオの「聞けばだいjob!　げんき企業応援隊!」「きかせて福岡県」に出演中。
- 松尾有里子
  - 2010年3月卒業
- 中村美奈
  - 2010年3月卒業
- 宮本智恵
  - 2011年3月卒業
- 古澤のぞみ
  - 2011年3月卒業、現在はNHK京都放送局のアナウンサー[12]
- 浅井美幸
  - 2012年3月卒業、現在は、岐阜放送のアナウンサー
- 猪崎新奈
  - 2013年3月卒業、現在はKBCラジオおはようラジオ早朝便パーソナリティー
- 上田恵子
  - 2013年3月卒業、現在は「ジャンボ」のニックネームで、KBC「めぐみのラジオ」の「ギラヴァンツ・ギラリ!」を担当。かつてはらぶチャンネルパーソナリティー。
- 西口奈来
- 福田あかり
- 宮島明子
- 村田沙也香
- 坂田典子
- 山下毬絵
  - 2018年3月卒業、現在はあいテレビのアナウンサー。
- 辻成美
  - ひまわり号27期→アイタガール1期。2019年3月卒業。卒業後は「J:COM×KBC ケーブルニュース（J:COM福岡）」のキャスター等で活動している。
- 濱野莉世（はまの りぜ）
  - ひまわり号28期→アイタガール1期[13]。2020年3月卒業[14]。卒業後は出身地の鹿児島へ帰郷、MBCラジオのポニーメイツ（44・45期）[15]をつとめた。2022年からMBCタレント。
- 田代梓奈
  - 1991年12月3日生まれ。ひまわり号28期→アイタガール1期[13]。2020年3月卒業。卒業後はJ:COM北九州のキャスター等で活動している。
- 岡部来亜（おかべ らいあ）
  - 1995年12月21日生まれ。ひまわり号29期[16]→アイタガール1期。2022年3月卒業[17]。卒業後はCROSS FM「UP↑UP↑」に出演。卒業後の2022年11月11日にKBCアナウンサーの和田侑也と結婚。

### 過去のメンバー (アイタカー)
- 原実記（はら みき）
  - 2019年1月加入(1期）2023年3月31日卒業。[18]
- 國﨑成美（くにさき なるみ）
  - 2019年3月加入(1期）2022年10月31日卒業。[19]卒業後はタレント兼MC。2024.2025福岡親善大使
- 篠﨑麻由子（しのざき まゆこ）
  - 2019年3月加入(1期）2023年3月31日卒業。卒業後はNHK福岡放送局制作「はっけんTV」「はっけんラジオ」に出演中[18]
- 柳杏奈[20]
  - アイタガール2期。
- 新原菜摘（しんばら なつみ）
  - アイタガール2期。卒業後もKBCラジオに残り、2024年4月より『PAO～N』のスタッフとして、2025年4月からディレクターとして勤務。
- 牛島ひかり（うしじま ひかり）
  - アイタガール3期（2022年4月加入[21]）2024年3月31日卒業。卒業後は長崎文化放送アナウンサー。
- 野田桃香（のだ ももか）
  - アイタガール3期（2022年4月加入[21]。